# ترانه شوپ شوپ (این در بوسه اوست)
«ترانهٔ شوپ شوپ (این در بوسهٔ اوست)» (به انگلیسی: The Shoop Shoop Song (It's in His Kiss)) ترانه‌ای است که رودی کلارک آن را ساخته و اولین‌بار در سال ۱۹۶۳ توسط مری کلایتن اجرا شده‌است. اجرای کلایتن موفقیتی به‌دست نیاورد اما یک سال بعد و زمانی‌که بتی اِوِرِت «ترانهٔ شوپ شوپ» را اجرا کرد، بسیار محبوب شد. این اجرا که اولین ضبط عمدهٔ اِوِرِت بود در ۱۱ آوریل ۱۹۶۴ به جایگاه نخست جدول ترانه‌های آراَندبی رسید و ششمین ترانهٔ جدول بیلبورد هات ۱۰۰ شد.
«ترانهٔ شوپ شوپ» طی چند دههٔ گذشته بارها توسط خوانندگان مختلف بازخوانی شده‌است. در سال ۱۹۹۱ شِر نسخهٔ جدیدی از آن را اجرا کرد که در اتریش، دانمارک، ایرلند، نروژ، لهستان، بریتانیا و جدول ۱۰۰ تک‌آهنگ داغ اروپا پرفروش‌ترین ترانهٔ روز شد. اجرای شر از «شوپ شوپ سانگ» در ایالات متحدهٔ آمریکا هم ۱۶ هفته جزو ۱۰۰ ترانهٔ برتر بود و بالاترین رتبه‌اش در جدول ۱۰۰ آهنگ داغ بیلبورد سی و سوم بود که در ۱۹ ژانویهٔ ۱۹۹۱ به آن رسید.